# Joventut Demòcrata i Liberal
Joventut Demòcrata i Liberal (en francès: Jeunesse Démocrate et Libérale) és l'ala juvenil del Partit Democràtic de Luxemburg.
És membre de la Joventut Liberal Europea, l'ala juvenil del Partit de l'Aliança dels Liberals i Demòcrates per Europa.

## Presidència
- 1948: Alphonse Osch
- 1948-1955: Camille Linden
- 1955-1956: René Federspiel
- 1957: Nicolas Gillen
- 1958-1960: Gaston Thorn
- 1960-1963: Paul Beghin
- 1963-1964: Gab Delleré
- 1964-1968: Luce Emringer
- 1968-1971: Gaston Bomb
- 1971-1975: Claude Schmit
- 1975-1976: Vic Gillen
- 1977-1978: Guy Nies
- 1979-1980: Claude Hemmer
- 1980-1982: Carlo Wagner
- 1983: Jan A. Thommes
- 1984-1985: Roby Rippinger
- 1985-?: Danny Wagner
- ?-?: Lex Thielen
- ?-?: Gilio Fonck
- 1994-2002: Xavier Bettel
- 2002-2005: David Hilbert
- 2005-2006: Nadine Wagner
- 2006-2010: Claude Lamberty
- 2010-2014: Max Hahn
- zanter 2014: Marc Ruppert[1]